# Davos Monstein
Davos Monstein, im Ortsdialekt i Meschtäin (die Betonung liegt auf -schtäin), ist ein Dorf im Kanton Graubünden in der Schweiz auf 1626 m ü. M.. Es bildet politisch eine öffentlich-rechtlich organisierte Fraktion der Landschaft Davos.
Erstmals genannt wird Monstein im Freiheitsbrief des Lehensherrn Walter von Vaz aus dem Jahr 1289.

## Infrastruktur und Tourismus
Im Dorf gibt es zwei Kirchen. In der alten Kirche von 1668 finden die Gemeindeversammlungen und von Zeit zu Zeit Kunstausstellungen statt. Die neue Dorfkirche von 1896/97 wurde im Jugendstil errichtet. Die Schule Monstein wird seit 2006 als Gesamtschule geführt.
In Monstein gibt es zwei Restaurants, in denen diverse Bündner und Monsteiner Spezialitäten, wie zum Beispiel Capuns oder das Monsteiner Bier, serviert werden. Das Monsteiner Bier kommt aus der höchstgelegenen Brauerei Europas.
Am besten erreicht man Monstein mit dem Postauto oder zu Fuss, denn es ist ein Ausgangs- oder Endpunkt für Wanderungen und Bergtouren im Sommer und Skitouren im Winter.
Westlich des Dorfs steht der Silberberg, dessen alte Stollen man mit einem Führer besichtigen kann. Die Geschichte des Bergwerks wird im Bergbaumuseum Schmelzboden dargestellt. Jährlich finden im August ein Dorffest und das von der Jugend organisierte Open-Air Monstein statt.

## Öffentlich-rechtliche Körperschaft
Davos Monstein ist seit 2019 die einzig verbliebene der 1889 aus den alten Nachbarschaften gebildeten autonomen, als öffentlich-rechtliche Körperschaft konstituierten Fraktionsgemeinden der Landschaft Davos. Während ihre historischen Zuständigkeiten heute alle an die politische Gemeinde übergegangen sind, obliegen ihr heute (2020) die vier folgenden Aufgaben: Sie besitzt das Brauereigebäude, die alte Kirche, die Säge am Oberalpigerbach und eine Gemeinschaftsgefrieranlage. Zu ihrer Finanzierung vermietet sie das Brauereigebäude an die Biervision, die Säge ist an die Schreinerei Gysin verpachtet, die Gefrieranlage finanziert sich mittels Vermietung von rund fünfzig Gefrierfächern, und die alte Kirche beherbergt im Turm eine Swisscom-Antenne, die jährlich bedeutende Einnahmen generiert.

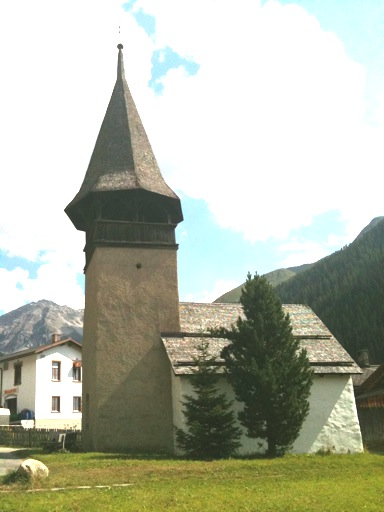
Alte Kirche im Dorfzentrum
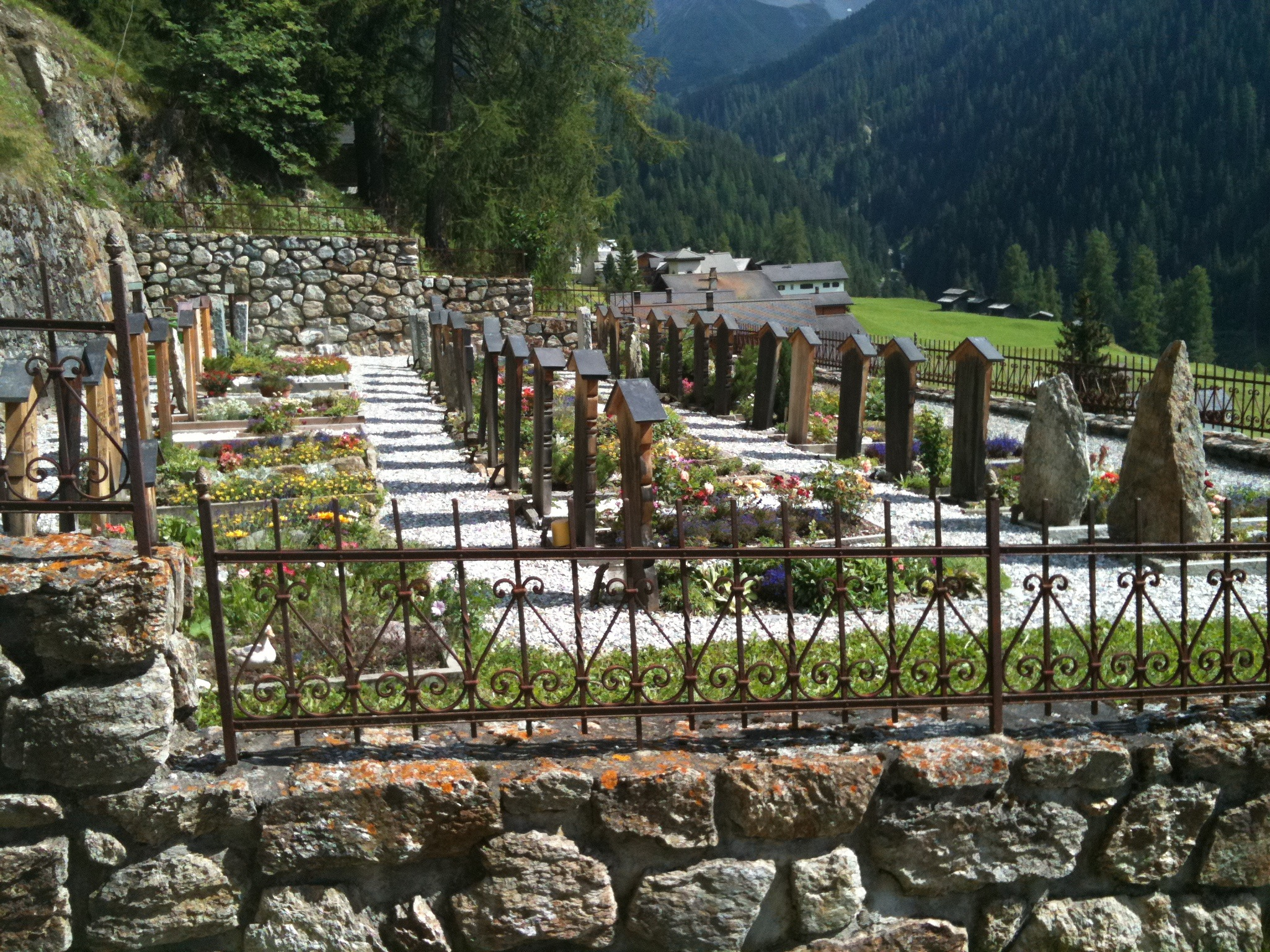
Dorffriedhof bei der neuen reformierten Kirche
Historisches Luftbild aus 4500 m von Walter Mittelholzer von 1923. Monstein befindet sich unten rechts
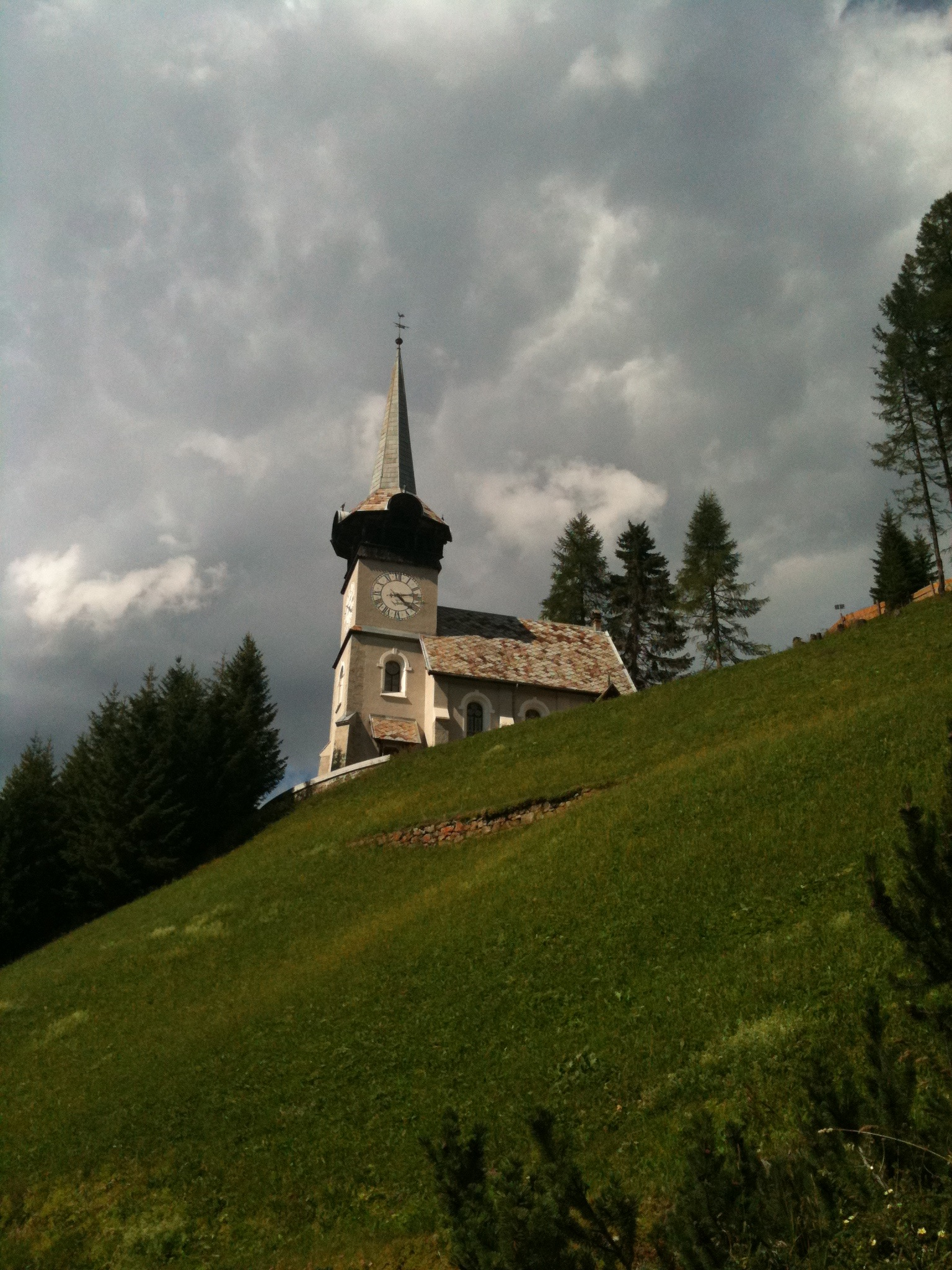
Reformierte Kirche

## Persönlichkeiten
- Jasmine Flury (* 1993), Skirennfahrerin
- Valerio Grond (* 2002), Langläufler
- Hans Laely (* 1962), langjähriger Gemeindepräsident und ehemaliger Gesamtlehrer